# Sala macchine

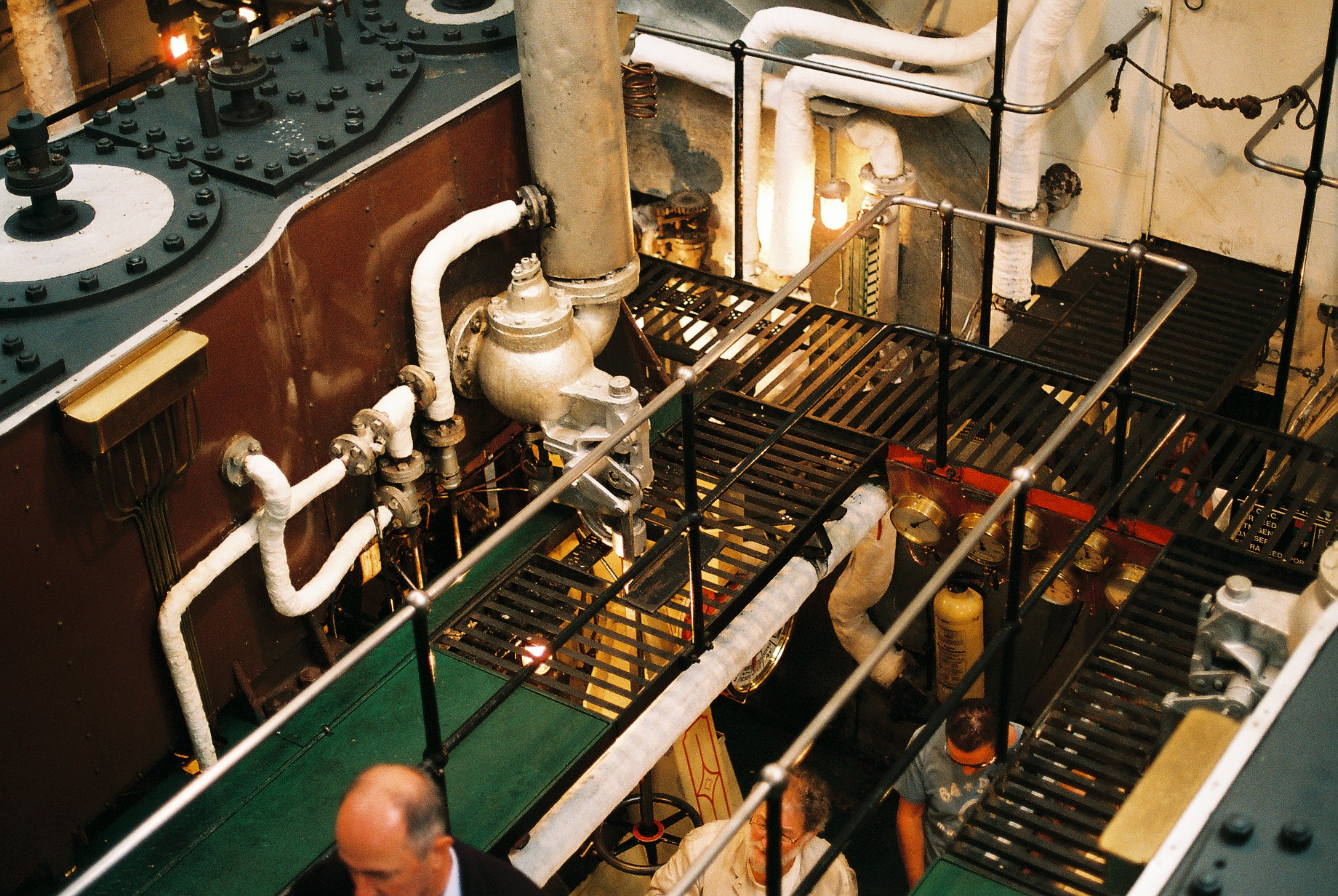
Parte della sala macchine della SS Shieldhall

Con sala macchine si indica genericamente un apposito locale, sito all'interno di una determinata struttura, in cui sono presenti macchinari che spesso hanno prominente importanza nell'ambito del funzionamento globale dell'intera attività della struttura stessa.

## Nautica
La sala macchine è la parte di una nave in cui sono alloggiati il motore e i vari dispositivi necessari alla propulsione.
Con l'introduzione del motore a vapore, a causa del rumore e della sporcizia dovuta al carbone, le navi vennero dotate di una sezione a parte dedicata alla propulsione. Successivamente il nome rimase in uso anche dopo l'introduzione dei motori a combustione interna.
Per estensione il termine è utilizzato anche in situazioni diverse: per esempio, è correntemente definita sala macchine anche la parte di una centrale elettrica che ospita le turbine e gli alternatori per la produzione di energia elettrica.

## Informatica
In informatica la sala macchine è un locale specificamente attrezzato per ospitare gli apparati più sensibili, tipicamente i server, gli apparati di collegamento in rete (router, firewall, switch di dorsale...) e le risorse di memoria di massa quali unità disco o a nastro magnetico (vedi anche Centro elaborazione dati).
Tipicamente la sala macchine è dotata di una serie di caratteristiche di sicurezza che garantiscono la continuità del servizio 24 ore su 24 e l'integrità dei sistemi ospitati da attacchi o incidenti ad opera dell'uomo o di eventi naturali. Le principali sono:
- un'alimentazione elettrica protetta da cadute o sbalzi di tensione elettrica per il tramite di un gruppo di continuità;
- un impianto di condizionamento per garantire che la temperatura nella sala rimanga costantemente controllata, garantendo così il corretto raffreddamento delle macchine ospitate;
- un impianto antincendio costituito da rilevatori di fumo collegati ad una centralina che comanda la scarica di un gas inerte (negli impianti più recenti viene utilizzato il gas argonite), che provoca lo spegnimento dell'incendio sottraendo l'ossigeno dalla stanza oppure in modo più sicuro per il personale, inibendo il processo di autocatalisi presente nella fiamma (aerosol a base di carbonato di potassio);
- un sistema di accesso controllato, tipicamente mediante badge (o, per sistemi particolarmente sofisticati, mediante lettori di dati biometrici), atto a garantire che solo le persone espressamente autorizzate possano avere accesso alle macchine protette. Di regola, inoltre, gli accessi vengono registrati in appositi registri (log).